# Tăng Nhơn Phú B
Tăng Nhơn Phú B là một phường thuộc thành phố Thủ Đức, Thành phố Hồ Chí Minh, Việt Nam.

## Địa lý
Phường Tăng Nhơn Phú B nằm ở phía đông thành phố Thủ Đức, có vị trí địa lý:
- Phía đông giáp phường Tăng Nhơn Phú A và phường Long Trường
- Phía tây giáp phường Phước Long B
- Phía nam giáp phường Phước Long B và phường Phú Hữu
- Phía bắc giáp phường Hiệp Phú và phường Tăng Nhơn Phú A.

Phường có diện tích 5,28 km², dân số năm 2021 là 39.139 người,  mật độ dân số đạt 7.412 người/km².

## Lịch sử
Trước đây, phường Tăng Nhơn Phú B thuộc Quận 9, Thành phố Hồ Chí Minh, được thành lập vào ngày 6 tháng 1 năm 1997 trên cơ sở 445 ha diện tích tự nhiên và 5.986 người của xã Tăng Nhơn Phú thuộc huyện Thủ Đức cũ.
Ngày 9 tháng 12 năm 2020, Ủy ban thường vụ Quốc hội ban hành Nghị quyết 1111/NQ-UBTVQH14 về việc thành lập thành phố Thủ Đức trên cơ sở sáp nhập toàn bộ diện tích và dân số của Quận 2, Quận 9 và quận Thủ Đức, phường Tăng Nhơn Phú B thuộc thành phố Thủ Đức như hiện nay.